# 모닝 뉴스 깨
모닝 뉴스 깨는 대한민국에서 평일 오전 7시~8시에 텔레비전으로 방송하는 TV조선의 평일 아침 뉴스 프로그램이다.
평일은 20분으로 방송분량이 나간다.

## 역대 앵커
- 초대 : 김명우, 김진희, 최단비 (2011년 12월 2일 ~ 2012년 2월 3일)
- 2대 : 이창섭, 김진희 (2012년 2월 6일 ~ 2012년 3월 23일)
- 3대 : 이창섭, 엄진 (2012년 3월 26일 ~ 2012년 9월 14일)
- 4대 : 이상목, 엄진 (2012년 9월 17일 ~ 2012년 11월 9일)

## 주요 코너
- 오늘의 날씨 - 현재 기온, 주간 날씨 등 날씨의 모든 것을 전하는 코너
- 이시각 출근길 - 평일 출근길 및 주말 외출길 상황을 예측 및 전달하는 코너
- 굿모닝 스포츠 - 전일 진행된 스포츠 경기의 결과 및 일정을 전하는 코너
- 오늘의 이슈 - 사회 및 정치 이슈를 탐구하고 분석하는 코너
- 조간신문 브리핑 - 주요 조간신문의 주요 기사의 브리핑 코너
- 굿모닝 월드 - 밤사이 나라 밖에서 일어난 일을 전하는 코너

## 그 외 TV조선 뉴스 프로그램
- TV조선 정오뉴스
- 뉴스와이드 참
- 경제펀치
- 팝&스포츠
- TV조선 뉴스 판
- TV조선 주말뉴스 7

## 동시간대 경쟁 뉴스 프로그램
- 굿모닝! 채널A (채널A)
- 생방송 매일경제 (매일방송)